# Robert Mugabe
Robert Gabriel Mugabe (Salisbury, 1924. február 21. – Szingapúr, 2019. szeptember 6.) zimbabwei politikus, a Zimbabwei Köztársaság volt miniszterelnöke, majd elnöke. Uralma alatt diktatórikus hatalmat épített ki, és az ország gazdaságilag tönkrement.

## Családja, gyerekkora
1924-ben látta meg a napvilágot egy, a fővárostól, Salisbury-tól (ma: Harare) északnyugatra elhelyezkedő kis faluban, Matibiriben. Szegény katolikus vallású családban nevelkedett, apja, Gabriel Mugabe Matiriti asztalos volt. A három fiúgyermek közül Robert volt a legfiatalabb. 1934-ben apjuk elhagyta a családot, hogy munkát keressen Bulawayóban (a második legnagyobb város az országban), így a család helyzetét még rosszabbra fordította. Mugabe jezsuita iskolában tanult, igen vallásos nevelést kapott. Később, szülőföldjét hátrahagyva, felvételizett a Fort Hare dél-afrikai egyetemre. 1951-ben sikerrel diplomázott, élete során még 6 különböző felsőfokú oklevelet kapott különböző felsőoktatási intézményektől (például a Londoni Egyetemtől).
Mugabe több előadást is tartott a Chalimbanai Tanárképző Főiskolán (Zambia) 1955-től 1958-ig, azután tanított a Takoradi-i Apowa Szakközépiskolában (Ghána) 1958-tól 1960-ig. Itt találkozott Sally Hayfronnal, ki később Mugabe első felesége lett. Ghánai tartózkodása során nagy hatással volt rá az ottani miniszterelnök, Kwame Nkrumah tevékenysége, és ez később az egész politikáját meghatározta.

## Politikai karrierje
1960-ban tért vissza Zimbabwéba, s még ebben az évben belépett a Nemzeti Demokratikus Pártba. Ez a párt lett a Zimbabwei Afrikai Népi Unió (ZAPU) alapja, s a névváltozás után a Ian Smith vezette gyarmati hatóságok betiltották további működésüket. Mugabe 1963-ban kilépett a pártból és csatlakozott a rivális Zimbabwei Afrikai Nemzeti Unióhoz (ZANU), mely ekkor már olyan későbbi meghatározó politikusok gyűjtőhelye volt, mint Ndabaningi Sithole, Edgar Tekere, Edson Zvobgo, Enos Nkala. A ZANU-ra már ekkor kihatottak a Pán-Afrikai Kongresszus eszméi, mely Dél-Afrikában működött. A nemzeti liberalizmus keveredett a szovjet kommunista eszmékkel.
Hamar ismert személyiség lett az országban, erőteljes hangvételű beszédeivel a gyarmati rendszer és hatóság ellen tüzelte a közvéleményt. Pártjával együtt követelte az angolok mielőbbi kivonulását, Zimbabwe (akkor Dél-Rodézia) teljes függetlenségét. 1964-ben Mugabét egyik beszéde következtében letartóztatták, elkövetkező tíz évét börtönben töltötte. A politikus itt nem tört meg, hanem tovább képezte önmagát, folyamatosan tanult és ügyvédi diplomát szerzett. 1974-ben szabadult, s pártjában nőtt a népszerűsége. Vértelen puccsal átvette a hatalmat a párt felett, s létrehozott a szervezeten belül egy katonai szárnyat. Ez bizonyította, hogy a ZANU immár a passzív ellenállás helyett a tettek mezejére kívánt lépni, és erőszakkal akarták elüldözni Ian Smith kormányát. Robert Mugabe az évek elteltével a párt első és legfontosabb embere lett, háttérbe szorítva az alapító Ndabaningi Sitholét.
A ZANU ezután több partizántevékenységet is folytatott a gyarmati hatóságok ellen, ám a rivális ellenzéki pártok ellen is fellépett erőszakkal. A ZAPU elnöke, Joshua Nkomo elleni sikertelen merényletet például sokan Mugabénak tulajdonították, de ezt soha nem tudták rábizonyítani.
1978-ban nemzetközi nyomásra Ian Smith kénytelen volt választásokat kiírni. Ekkor már az afrikai országok legtöbbje független volt, így több amerikai hírességtől kezdve európai politikusokig felszólalt Smith katonai uralma ellen.  A külföldnek zavaró volt, hogy Smith még mindig az apartheid szellemében kormányoz. A választásokon se a ZAPU, se a ZANU nem állított ki listát, nem indultak a választásokon, így bojkottálták a szavazást, amely szerintük csak látszatból történt meg. Az UANC győzött, az új miniszterelnök Abel Muzorewa lett. Változás nem történt az ország életében, hiszen továbbra is a fehérek vezették az országot, csak a vezető személye változott. Sokan választási csalásról beszéltek, és a nyugat is ezt a véleményt hangoztatta.
Nemzetközi figyelők kíséretében 1980-ban újra megtartották a választásokat.

## Zimbabwe miniszterelnöke, majd elnöke
A ZANU 57 helyet szerzett meg a 80 férőhelyes parlamentből, így ők kapták meg a kormányalakítás jogát. Robert Mugabét miniszterelnöknek választották, az elnök Canaan Banana lett. Az Ian Smith vezette RF-nek (Rodéziai Front) sikerült elérnie, hogy Mugabe bevegye őket a kormányzásba. Az RF a választások során 20 mandátumhoz jutott, így a Mugabe-kormánynak abszolút többsége volt a törvényhozásban. 1980. április 18-án kikiáltották Zimbabwe függetlenségét.
Mugabe fő politikai támogatói a sonák voltak, akik az ország északi részén laktak. Az új miniszterelnök koalícióba lépett legfőbb riválisával, a ZAPU-val. Így időlegesen a kormány megnyerte magának a délen lakó ndebelék és a fehér közösség szimpátiáját. A ZAPU lassú folyamatban egyesült a ZANU-val, Joshua Nkomo kormányzati pozíciót kapott.
A ZAPU beolvasztása fegyveres viszályt szült az országban, a ndebelék ellen a kormány katonai csapással válaszolt. Mugabe 1987-ben megszüntette a miniszterelnöki hatalmat és elnöknek nevezte ki magát, megszerezve az ország felett az abszolút hatalmat. Azóta Mugabét többször is újraválasztották, gyakran vitatott körülmények között.

### Gukurahundi
1983–1985 között a hadsereg körülbelül 20 ezer ndebele civilt gyilkolt le. Az etnikai mészárlást a nemzetközi közvélemény elítélte, a zimbabwei hadsereg kegyetlenségei a napvilágra kerültek. Az Észak-Koreában kiképzett 5. brigád vezetője Perence Shiri volt (aki 1992-től 2017-ig Zimbabwe légierejének parancsnoka volt, utána 2017-től 2020-ban bekövetkezett haláláig agrárminiszter), Mugabe unokatestvére, aki saját magát „Fekete Jézusnak” hívta. A 20 ezer áldozat legtöbbje ártatlan civil volt.

## Bukása
2017 novemberében Mugabe hatalma váratlanul megrendült, miután leváltotta Emmerson Mnangagwa alelnököt, vélhetőleg azzal a céllal, hogy helyette feleségét, Grace Mugabét helyezze az alelnöki pozícióba. Menesztése után Mnangagwa Dél-Afrikába menekült. November 13-án Constantino Chiwenga tábornok, a hadsereg vezérkari főnöke figyelmeztette Mugabét, hogy a hadsereg közbeavatkozhat, ha további tisztogatások lesznek, de Mugabe hívei elítélték a fenyegetést. November 15-én a hadsereg elfoglalta a közmédia épületeit, Mugabét pedig házi őrizet alá helyezték. November 18-án nagyszabású tüntetés volt Hararéban, ahol a tömeg Mugabe távozását követelte. November 19-én a ZANU leváltotta Robert Mugabét a pártelnöki  tisztségből, és felszólította, hogy november 20-ig mondjon le az elnökségről, különben parlamenti eljárást indítanak az elmozdítására. Grace Mugabét és az elnök számos hívét kizárták az állampártból, az új pártelnök pedig Emmerson Mnangagwa lett. Mugabe november 20-án televíziós beszédben utasította el, hogy távozzon a hatalomból, de másnap lemondott. November 24-én beiktatták utódját, Emmerson Mnangagwát, aki beiktatási beszédében méltatta Mugabe életművét.  Mnangagwa  korábban „maximális biztonságot és kényelmet” ígért Mugabénak és családjának.

## Bibliográfia
- Alao, Abiodun. Mugabe and the Politics of Security in Zimbabwe. Montreal and Kingston: McGill-Queen's University Press (2012). ISBN 978-0-7735-4044-6
- Blair, David. Degrees in Violence: Robert Mugabe and the Struggle for Power in Zimbabwe. London and New York: Continuum (2002). ISBN 978-0-8264-5974-9
- Bourne, Richard. Catastrophe: What Went Wrong in Zimbabwe?. Zed (2011). ISBN 978-1-84813-521-5
- Chan, Stephen. Robert Mugabe: A Life of Power and Violence. I. B. Tauris (2002). ISBN 978-1-86064-873-1
- Chigora, Percyslage, Guzura, Tobias (2011). „The Politics of the Government of National Unity (GNU) and Power Sharing in Zimbabwe: Challenges and Prospects for Democracy”. African Journal of History and Culture 3, 20–26. o.
- Gallagher, Julia (2015). „The Battle for Zimbabwe in 2013: From Polarisation to Ambivalence”. Journal of Modern African Studies 53, 27–49. o. DOI:10.1017/S0022278X14000640.
- Godwin, Peter. The Fear: The Last Days of Robert Mugabe. London: Picador (2011). ISBN 978-0-330-50777-6
- Holland, Heidi. Dinner with Mugabe: The Untold Story of a Freedom Fighter Who Became a Tyrant. London: Penguin (2008). ISBN 978-0-14-104079-0
- Howard-Hassmann, Rhoda E. (2010). „Mugabe's Zimbabwe, 2000–2009: Massive Human Rights Violations and the Failure to Protect”. Human Rights Quarterly 32, 898–920. o. DOI:10.1353/hrq.2010.0030.
- Kebonang, Zein (2012. március 1.). „Politics and anarchy: Zimbabwe’s 2008 run-off presidential elections in context”. African Journal of History and Culture 4 (2), 9–16. o. DOI:10.5897/AJHC11.043.
- Meredith, Martin. Our Votes, Our Guns: Robert Mugabe and the Tragedy of Zimbabwe. New York: Public Affairs (2002). ISBN 978-1-58648-186-5
- Moyo, Sam, Yeros, Paris (2007). „The Radicalised State: Zimbabwe's Interrupted Revolution”. Review of African Political Economy 34, 103–121. o. DOI:10.1080/03056240701340431. JSTOR 20406365.
- Ndlovu-Gatsheni, Sabelo J. (2009). „Making Sense of Mugabeism in Local and Global Politics: 'So Blair, keep your England and let me keep my Zimbabwe'”. Third World Quarterly 30, 1139–1158. o. DOI:10.1080/01436590903037424.
- Ndlovu-Gatsheni, Sabelo J..szerk.: Sabelo J. Ndlovu-Gatsheni: Mugabeism? History, Politics, and Power in Zimbabwe. New York: Palgrave Macmillan, 1–25. o. (2015). ISBN 978-1-137-54344-8
- Norman, Andrew. Mugabe: Teacher, Revolutionary, Tyrant. Stroud: The History Press (2008). ISBN 978-1-86227-491-4
- (2009) „Wasted Riches: Robert Mugabe and the Desolation of Zimbabwe”. Georgetown Journal of International Affairs 10, 63–72. o. JSTOR 43134191.
- Raftopoulos, Brian (2006). „The Zimbabwean crisis and the challenges of the Left”. Journal of Southern African Studies 32, 203–219. o. DOI:10.1080/03057070600655988. JSTOR 25065088.
- Shire, George (2007). „The Case for Robert Mugabe: Sinner or Sinned Against?”. The Black Scholar 37, 32–35. o. DOI:10.1080/00064246.2007.11413379. JSTOR 41069872.
- Sithole, Masipula (2001). „Fighting Authoritarianism in Zimbabwe”. Journal of Democracy 2, 160–169. o. DOI:10.1353/jod.2001.0015.
- Smith, David, Simpson, Colin. Mugabe. London: Sphere Books (1981). ISBN 978-0-7221-7868-3
- Tendi, Blessing-Miles (2011). „Robert Mugabe and Toxicity: History and Context Matter”. Representation 47, 307–318. o. DOI:10.1080/00344893.2011.596439.
- Tendi, Blessing-Miles (2013). „Robert Mugabe's 2013 Presidential Election Campaign”. Journal of Southern African Studies 39, 963–970. o. DOI:10.1080/03057070.2013.858537.